# Khu công nghiệp Đông Nam
Khu công nghiệp Đông Nam (huyện Củ Chi, Thành phố Hồ Chí Minh) là khu công nghiệp được quy hoạch theo Quyết định số 5945/QĐ-UBND ngày 29 tháng 12 năm 2009 của Ủy ban Nhân dân Thành phố Hồ Chí Minh. Chủ đầu tư là Công ty Cổ phần Đầu tư Sài Gòn VRG, thành viên của Tập đoàn Công nghiêp Cao su Việt Nam. Tổng diện tích 342,53 ha. Theo quy hoạch được duyệt, đây là khu công nghiệp sạch, có công nghệ tiên tiến. Khu công nghiệp và khu dân cư Đông Nam tập trung theo hướng đô thị hóa có cơ cấu sử dụng đất hợp lý và hệ thống hạ tầng kỹ thuật hoàn chỉnh, được thành lập nhằm tạo môi trường thuận lợi để thu hút đầu tư công nghiệp, góp phần phát triển kinh tế – xã hội của thành phố.

## Vị trí – địa lý – giao thông
Khu công nghiệp Đông Nam nằm ở xã Bình Mỹ và xã Hòa Phú, huyện Củ Chi, Thành phố Hồ Chí Minh Trong đó một phần diện tích đất 227,01 ha nằm trong phạm vi xã Bình Mỹ và một phần diện tích đất 115,52 ha nằm trong phạm vi xã Hòa Phú, huyện Củ Chi.
Vị trí và giới hạn phạm vi quy hoạch:
- Phía Đông giáp Tỉnh lộ 9.
- Phía Bắc giáp khu dân cư hiện hữu và Tỉnh lộ 8.
- Phía Tây giáp Đường Bến Than.
- Phía Nam giáp đất nông nghiệp và một phần rạch Bà Bếp.

Tỉnh lộ 8 đang là tuyến đường bộ quan trọng nhất và lớn nhất kết nối vào Khu công nghiệp Đông Nam. Tỉnh lộ 8 đoạn đi qua địa bàn huyện Củ Chi là tuyến đường trục chính kết nối giữa tỉnh Bình Dương và tỉnh Long An. Trên tuyến này có các tuyến trục chính khác cắt ngang như tỉnh lộ 9, tỉnh lộ 15, tỉnh lộ 2 và quốc lộ 22
Khoảng cách đường bộ:
- Đường Xuyên Á: 10 km
- Trung tâm Thành phố Hồ Chí Minh: 25 km
- Trung tâm Tỉnh Bình Dương: 01 km
- Thành phố Biên Hòa, Tỉnh Đồng Nai: 29 km

Khoảng cách đến bến cảng:
- Cảng Hiệp Phước: 42 km
- Cảng ICD Phước Long: 25 km
- Cảng Cát Lái:40 km
- Sân bay Quốc tế Tân Sơn Nhất: 20 km

## Quy hoạch - Bố cục[5]
Quy hoạch phân khu chức năng sử dụng đất, không gian cảnh quan kiến trúc, quy hoạch mặt bằng các lô đất công nghiệp, đất ở để đáp ứng mọi nhu cầu cho các đối tượng đầu tư công nghiệp và cư trú, nghỉ ngơi với hạ tầng xã hội và quy hoạch hệ thống hạ tầng kỹ thuật đồng bộ, hoàn chỉnh.
Khu công nghiệp Đông Nam là khu công nghiệp tập trung kết hợp với khu dân cư phục vụ công nghiệp.
- Khu công nghiệp: Là khu công nghiệp sạch, có công nghệ tiên tiến nhằm tạo ra sản phẩm có giá trị cao, công nghệ xử lý không gây ô nhiễm môi trường.
- Khu dân cư phục vụ khu công nghiệp: Là khu dân cư tập trung được xây dựng theo hướng khu dân cư đô thị để phục vụ tái định cư trong công tác giải phóng mặt bằng và bồi thường hỗ trợ tái định cư cho người dân trong diện thu hồi đất nhằm ổn định đời sống cho nhân dân trong vùng có dự án khu công nghiệp, cung cấp nhà ở cho chuyên gia và công nhân của khu công nghiệp, đồng thời góp phần tạo thêm quỹ nhà ở xã hội và nhà ở thương mại cho thành phố.
Quy mô khu vực quy hoạch: 342,53 ha. Trong đó đất dân dụng là  55,77 ha bao gồm đất nhà ở, tái định cư, đất công trình công cộng, dịch vụ đô thị và giáo dục. Còn lại 286,76 ha là đất công nghiệp.

## Cơ sở hạ tầng
- Điện được cấp từ trạm điện nội khu công suất 3 x 63 MVA, qua lưới điện trung thế 22 kV
- Nước cấp từ Nhà máy cấp nước sạch nội khu và từ nhà máy nước Thủ Dầu Một có công suất 200,000 m³/ngày
- Xử lý nước thải qua trạm xử lý nội khu, nước thải đầu ra đạt chuẩn cột A.

## Đầu tư

### Các ngành nghề khuyến khích đầu tư
Danh mục các ngành được khuyến khích đầu tư:
- Cơ khí chế tạo máy
- Điện tử
- Công nghệ thông tin
- Sản xuất các sản phẩm hóa dược, thảo dược, thuốc y tế
- Thực phẩm và đồ uống
- Sản xuất vật liệu xây dựng, trang trí nội thất.
- Sản xuất dụng cụ Thể dục thể thao.
- Cao su kỹ thuật cao